# Harry Segall
Pour les articles homonymes, voir Segall.
Harry Segall est un dramaturge et un scénariste américain né le 10 avril 1892 à Chicago (Illinois) et mort le 25 novembre 1975 à Los Angeles (Californie).

## Théâtre
- 1928 : The Behavior of Mrs. Crane
- 1934 : Lost Horizons
- 1944 : The Odds on Mrs. Oakley
- 1946 : Wonderful Journey

## Filmographie

### Cinéma
- 1932 : Chandu le magicien de William Cameron Menzies et Marcel Varnel
- 1934 : Le Remplaçant de Karl Freund
- 1936 : Gardez-les sous les verrous (Don't Turn 'em Loose) de Benjamin Stoloff
- 1936 : Fatal Lady (en) de Edward Ludwig
- 1937 : La Belle et le fisc (en) de Joseph Santley
- 1937 : Croisons le fer (en) de Benjamin Stoloff
- 1937 : Déjeuner pour deux de Alfred Santell
- 1937 : Super-Sleuth de Benjamin Stoloff
- 1937 : Une fiancée s'enfuit (en) de Ben Holmes
- 1937 : La Ville de l'or (The Outcasts of Poker Flat) de Christy Cabanne
- 1938 : Blond Cheat de Joseph Santley
- 1938 : Alibi aveugle (en) de Lew Landers
- 1938 : Everybody's Doing It de Christy Cabanne
- 1939 : Garde-côtes de Edward Ludwig
- 1940 : The Lone Wolf Strikes de Sidney Salkow
- 1941 : Le Défunt récalcitrant de Alexander Hall
- 1941 : Allô je t'aime (en) de Richard Wallace
- 1942 : The Wife Takes a Flyer (en) de Richard Wallace
- 1942 : Les Gangsters du régiment (en) de Gregory Ratoff
- 1943 : L'Irrésistible Miss Kay (en) de Norman Z. McLeod
- 1946 : L'Évadé de l'enfer de Archie Mayo
- 1946 : Amazone moderne de Irving Pichel
- 1947 : L'Étoile des étoiles de Alexander Hall
- 1950 : On va se faire sonner les cloches de George Seaton
- 1952 : Chérie, je me sens rajeunir de Howard Hawks
- 1978 : Le ciel peut attendre de Warren Beatty et Buck Henry

### Télévision
- 1956 : The 20th Century-Fox Hour (1 épisode)
- 1980 : Un ange sur le dos (téléfilm)

## Récompenses
- Oscars 1942 : Oscar de la meilleure histoire originale pour Le Défunt récalcitrant